# Detward von der Hude
Detward von der Hude (* um 1345; † 21. Januar 1430) war ab 1375 Bremer Ratsherr und von 1417 bis 1423 Bürgermeister in Bremen.

## Leben
Detward von der Hude entstammte der weitverzweigten Ministerialenfamilie von der Hude aus dem Erzbistum Bremen. Er war der einzige Überlebende der drei Söhne des Lüder von der Hude. Seine Brüder Friedrich und Martin starben wahrscheinlich während der Pest von 1350. 
Er heiratete Anna Doneldey, Tochter des Ratsherrn Hinrik Doneldey des Jüngeren und seiner Frau Margarete. Ihr gemeinsamer Sohn Hinrich von der Hude wurde einer der vermögendsten Männer der Stadt. Ihre Tochter Bartke heiratete den späteren Bürgermeister Herbort Duckel.
Nachdem Detwards Frau Anna vor 1412 gestorben war, heiratete er Tibbe von der Trupe, eine Tochter des Hinrich von der Trupe.
Detward war im Bremer Rat und von 1417 bis 1423 Bremer Bürgermeister. Er lieferte, wie die meisten Ratsherren, Bier und Holz für die Festungsbauten, aber auch für den Bau des Bremer Rathauses. Bei seinem Tod vererbte er seinem Sohn Hinrich von der Hude Land bei Hambergen. 1443 erstellte wiederum Hinrich im Zusammenhang mit einem Gerichtsverfahren eine Liste seiner Güteransprüche in Ritterhude, dazu kamen neben anderen Gütern Wälder in Stotel, die bereits Detwards Großvater, Ritter Friedrich von der Hude, gehört hatten sowie seinem Vater Lüder.